# Hôtel de Bonneval
L’hôtel de Bonneval est un hôtel particulier situé à Paris en France.

## Localisation
Il est situé aux 14 et 16 rue du Parc-Royal, dans le 3e arrondissement de Paris. 

## Histoire
Ce bâtiment fait l’objet d’une inscription au titre des monuments historiques depuis le 3 juillet 1961 (sont protégés : le portail sur rue, les façades et toitures avoisinantes, le pavillon sur cour et les parties anciennes d’un pavillon situé dans la deuxième cour).

## Galerie

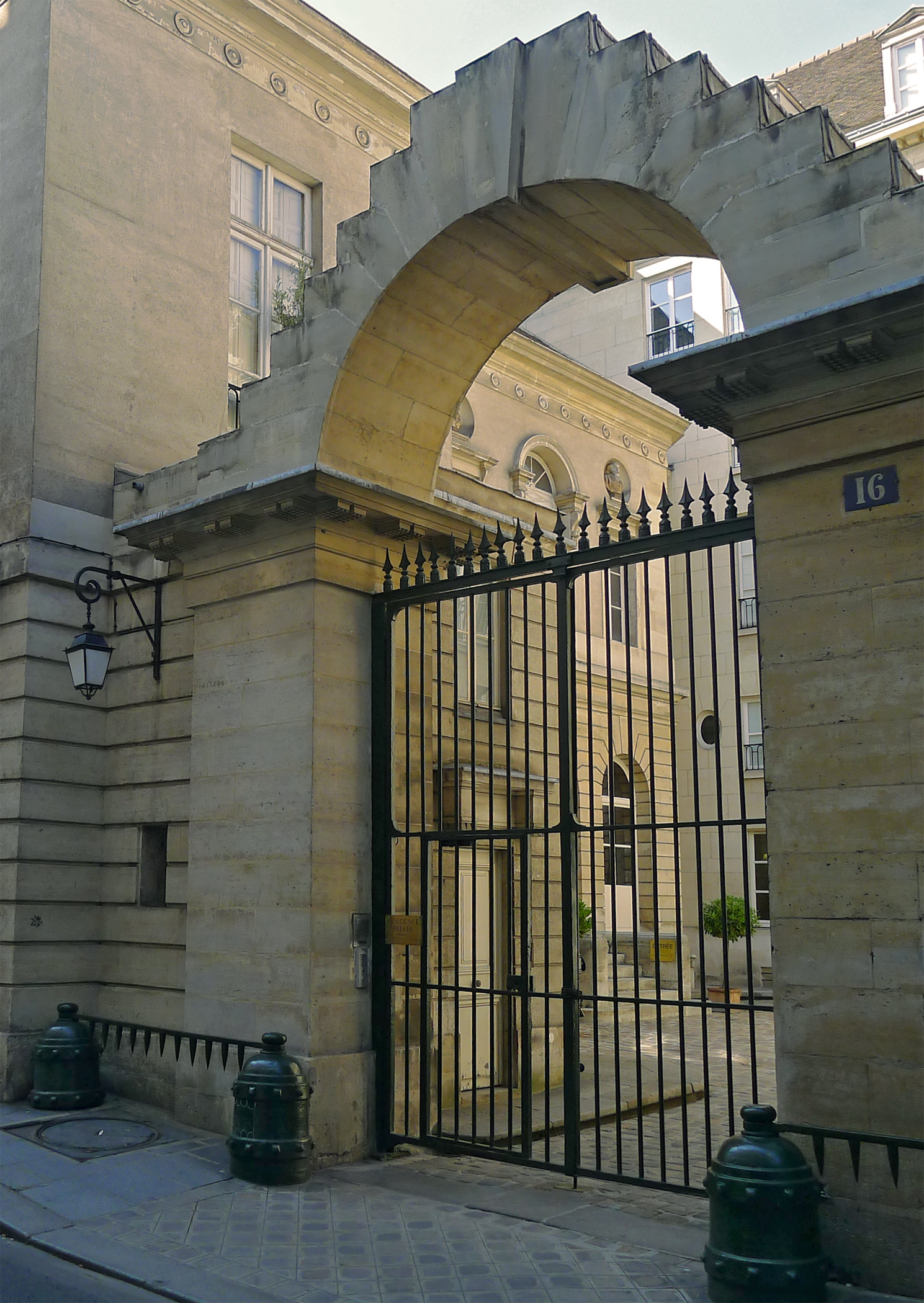
Entrée sur rue.
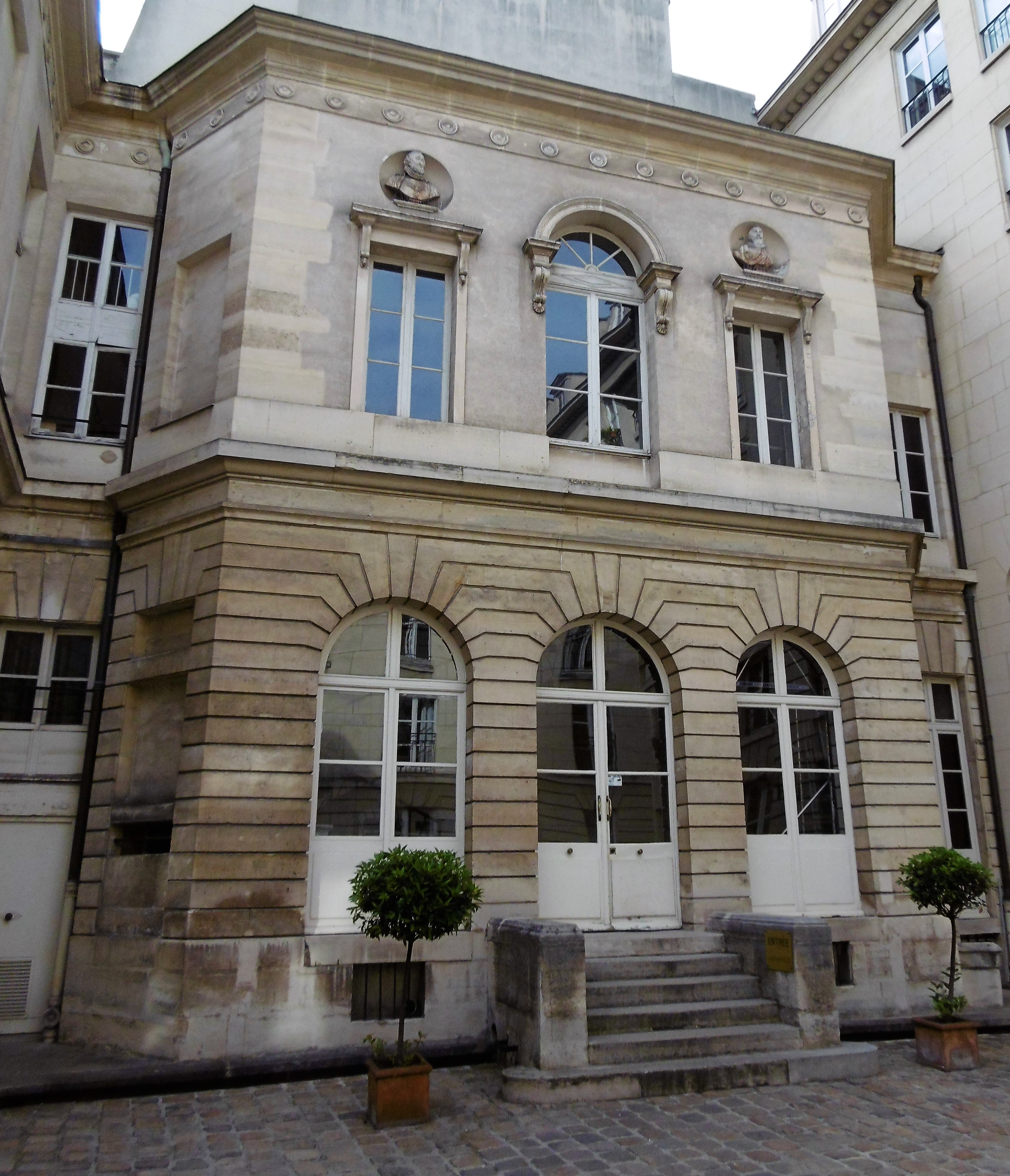
Aile gauche.
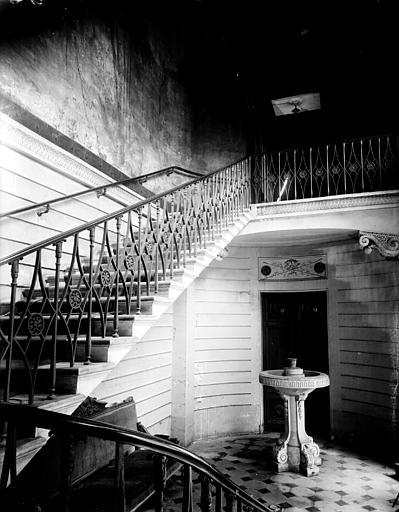
Escalier (photo non datée).